# 9a cerimònia dels Premis César
La 9a cerimònia dels Premis César — també coneguts com Nuit des César — que premiava les pel·lícules estrenades el 1983, va tenir lloc el 3 de març de 1984 al Théâtre de l'Empire.
Va ser presidida per Gene Kelly i retransmesa a Antenne 2, presentada per Léon Zitrone. La pel·lícula més guardonada fou la comèdia de Claude Berri Tchao Pantin (millor actor per Coluche, millor actor secundari, millor actor revelació, millor fotografia i millor so), tot superant La sala de ball (millor pel·lícula, millor director i millor música) En aquest cop es va convocr per primer cop un premi especial a la "millor pel·lícula francòfona" per a produccions en francès fora de França. També, per primer cop, el premi a la millor pel·lícula fou compartit per dues produccions. I per primer cop una actriu espanyola (Victoria Abril) fou nominada al premi a la millor actriu.

## Presentadors i ponents
- Gene Kelly, president de la cerimònia
- Pierre Richard, Monica Vitti, Macha Méril, Brigitte Fossey, mestres de cerimònia
- Sergio Leone, Jack Nicholson, Anjelica Huston, Charles Bronson, convidats estrangers per atorgar premis
- Jack Nicholson, Monica Vitti, per la presentació del César a la millor actriu
- Pierre Richard, Marlène Jobert, per la presentació del César al millor actor
- Catherine Spaak, Bob Swaim pel César al millor guió original
- Charles Bronson, per l'entrega del César Honorari a René Clément
- Coluche

## Guanyadors i nominats
Els guanyadors s'indiquen en negreta.
| Millor pel·lícula - Pels nostres amors de Maurice Pialat i La sala de ball d'Ettore Scola - Coup de foudre de Diane Kurys - Tchao Pantin de Claude Berri - L'Été meurtrier de Jean Becker                                              | Millor director - Ettore Scola per La sala de ball - François Truffaut per Vivement dimanche ! - Maurice Pialat per Pels nostres amors - Jean Becker per L'Été meurtrier - Claude Berri per Tchao Pantin                        |                                                                         |
| Millor actor - Coluche per Tchao Pantin - Gérard Depardieu per Les Compères - Yves Montand per Garçon ! - Michel Serrault per Mortelle Randonnée - Alain Souchon per L'Été meurtrier                                                   | Millor actriu - Isabelle Adjani per L'Été meurtrier - Fanny Ardant per Vivement dimanche! - Nathalie Baye per J'ai épousé une ombre - Nicole Garcia per Les Mots per le dire - Miou-Miou per Coup de foudre                     |                                                                         |
| Millor actor secundari - Richard Anconina per Tchao Pantin - Guy Marchand per Coup de foudre - Bernard Fresson per Garçon ! - Jacques Villeret per Garçon ! - François Cluzet per L'Été meurtrier                                      | Millor actriu secundària - Suzanne Flon per L'Été meurtrier - Victoria Abril per La Lune dans le caniveau - Sabine Azéma per La vie est un roman - Stéphane Audran per Mortelle Randonnée - Agnès Soral pourTchao Pantin        |                                                                         |
| Millor actor revelació - Richard Anconina, per Tchao Pantin - Jean-Hugues Anglade per L'Homme blessé - François Cluzet per Vive la sociale ! - Jacques Penot per Au nom de tous les miens                                              | Millor actriu revelació - Sandrine Bonnaire per Pels nostres amors - Elizabeth Bourgine per Vive la sociale ! - Laure Duthilleul per Le Destin de Juliette - Agnès Soral per Tchao Pantin                                       |                                                                         |
| Millor guió original - Hervé Guibert i Patrice Chéreau per L'Homme blessé - Diane Kurys i Alain Le Henry per Coup de foudre - Francis Veber per Les Compères                                                                           | Millor guió adaptat - Sébastien Japrisot per L'Été meurtrier - Claude Berri per Tchao Pantin, adaptat d'una novel·la d'Alain Page - Robert Enrico per Au nom de tous les miens, adaptat del llibre autobiogràfic de Martin Gray |                                                                         |
| Millor pel·lícula estrangera - Fanny i Alexander d'Ingmar Bergman - Carmen de Carlos Saura - Els déus han d'estar bojos de Jamie Uys - Tootsie de Sydney Pollack                                                                       | Millor primera pel·lícula - Rue Cases-Nègres d'Euzhan Palcy - Le Dernier Combat de Luc Besson - Le Destin de Juliette d'Aline Issermann - La Trace de Bernard Favre                                                             |                                                                         |
| Millor pel·lícula francòfona - A la ciutat blanca d'Alain Tanner - L'Allégement de Marcel Schüpbach - Benvenuta d'André Delvaux - Bonheur d'occasion de Claude Fournier - Le Lit de Marion Hänsel - Rien qu'un jeu de Brigitte Sauriol | Millor música - Vladimir Cosma per La sala de ball - Charlélie Couture per Tchao Pantin - Georges Delerue per L'Été meurtrier - Serge Gainsbourg per Équateur                                                                   |                                                                         |
| Millor fotografia - Bruno Nuytten per Tchao Pantin - Ricardo Aronovich per La sala de ball - Pierre Lhomme per Mortelle Randonnée - Philippe Rousselot per La Lune dans le caniveau                                                    | Millor decorat - Hilton McConnico per La Lune dans le caniveau - Jean-Pierre Kohut-Svelko per Mortelle Randonnée - Jacques Saulnier per La vie est un roman - Alexandre Trauner per Tchao Pantin                                |                                                                         |
| Millor muntatge - Jacques Witta per L'Été meurtrier - Françoise Bonnot per Hanna K - Denise de Casabianca per L'Homme blessé - Claire Pinheiro per Les Mots per le dire - Françoise Prenant per Faits divers                           | Millor so - Gérard Lamps i Jean Labussière per Tchao Pantin - Jean-Louis Ughetto per L'Argent - Pierre Lenoir, Jacques Maumont per Garçon ! - Maurice Gilbert, Paul Lainé, Nadine Muse per Mortelle Randonnée                   |                                                                         |
| Millor curtmetratge d'animació - Le Voyage d'Orphée de Jean-Manuel Costa - Au-delà de minuit de Pierre Barletta - Le Sang de Jacques Rouxel                                                                                            | Millor curtmetratge de ficció - Star Suburb : la banlieue des étoiles de Stéphane Drouot - Coup de feu de Magali Clément - Panique au montage d'Olivier Esmein - Toro Moreno de Gérard Krawczyk                                 |                                                                         |
| Millor curtmetratge documental - Ulysse d'Agnès Varda - Je sais que j'ai tort, mais demandez à mes copains, ils vous diront la même chose de Pierre Lévy - La Vie au bout des doigts de Jean-Paul Janssen                              | César d'honor - Georges de Beauregard - René Clément - Edwige Feuillère | César d'honor - Georges de Beauregard - René Clément - Edwige Feuillère |
| Homenatge - Max Linder | |                                                                         |